# Arabidopsis neglecta
Arabidopsis neglecta (syn. Cardaminopsis neglecta (Schult.) Hayek) — вид квіткових рослин родини капустяних (Brassicaceae).

## Біоморфологічна характеристика
Це багаторічна трава 10–15(20) см заввишки з коротким кореневищем. Стебла поодинокі чи в пучках, прості чи мало розгалужені, голі. Приземні листки в розетці, обернено-яйцеподібні, нероздільні або ліроподібно-перисто-розрізані, блискучі, голі або рідко волосисті; стеблові листки на коротких ніжках, видовжено-яйцеподібні, цілокраї чи слабо зубчасті. Суцвіття — мало-квіткова розріджена волоть. Чашечка ± 3 мм. Віночок 5–6 мм, блідо-фіолетовий або рожевий, рідше білий. Стручки прямі, пізніше пониклі, до 25 мм завдовжки, голі.

## Поширення
Словаччина, Польща, Румунія, Україна.
В Україні росте на кам'янистих місцях, на пісковиках та вапняках — у субальпійському та альпійському поясах Карпат (гори Близниця, Петрос, Чорногора).